# WrestleMania 42
WrestleMania 42, também promovido como WrestleMania: Vegas, será um evento de luta livre profissional produzido pela WWE em 2026. Será a 42ª edição anual da WrestleMania e ocorrerá como um evento de duas noites em abril de 2026. O evento será transmitido via pay-per-view (PPV) e transmissão ao vivo, e contará com lutadores das divisões Raw e SmackDown da promoção. O evento originalmente estava marcado para acontecer no Caesars Superdome em Nova Orleães, Luisiana, nos dias 11 e 12 de abril de 2026; no entanto, em maio de 2025, foi confirmado que Nova Orleães receberia uma WrestleMania futura, com um novo local a ser anunciado para a WrestleMania 42. Em 07 de junho de 2025, durante o PLE Money in the Bank, a WWE anunciou que o evento acontecerá no Allegiant Stadium em Paradise, Nevada, pelo segundo ano consecutivo.

## Produção

### Introdução
WrestleMania é o principal evento em pay-per-view (PPV) e transmissão ao vivo da WWE, tendo sido realizado pela primeira vez em 1985. Foi o primeiro PPV da empresa produzido e também foi o primeiro grande evento da empresa disponível via transmissão ao vivo quando a WWE começou a usar esse meio de transmissão em 2014. É o evento de luta profissional mais antigo da história e é realizado anualmente entre meados de março e meados de abril. Junto com Royal Rumble, SummerSlam, Survivor Series e Money in the Bank, é um dos cinco maiores eventos da empresa do ano, conhecido como "Grandes Cinco". A WrestleMania é classificada como a sexta marca esportiva mais valiosa do mundo pela Forbes, e tem sido descrita como o Super Bowl do entretenimento esportivo. Muito parecido com o Super Bowl, as cidades disputam o direito de sediar a edição do ano da WrestleMania.
Em meados de fevereiro de 2025, surgiram relatos de que a WrestleMania 42 aconteceria no Caesars Superdome em Nova Orleães, Luisiana, o mesmo local que recebeu a WrestleMania XXX em 2014 e a WrestleMania 34 em 2018, ambos realizados no estádio quando ainda era conhecido como Mercedes-Benz Superdome (renomeado em 2021). Posteriormente, durante o episódio de 21 de fevereiro do Friday Night SmackDown, que foi realizado em Nova Orleães, o membro do conselho de administração da TKO, Dwayne "The Rock" Johnson, anunciou que a WrestleMania 42, de fato, aconteceria no Caesars Superdome nos dias 11 e 12 de abril de 2026, marcando a terceira WrestleMania em Nova Orleães e neste estádio. Três meses depois, em 22 de maio de 2025, foi confirmado que a WrestleMania 42 não ocorrerá mais em Nova Orleães. Embora os detalhes da mudança não tenham sido revelados, isso fez parte de um acordo maior, com Nova Orleães hospedando uma futura WrestleMania, além do evento Money in the Bank de 2026. Também surgiram relatos alegando que, devido ao sucesso da WrestleMania 41 no ano anterior em Las Vegas, a WrestleMania 42 poderia retornar a Las Vegas, mas isso ainda não foi confirmado pela WWE.

### Histórias
O evento incluirá lutas que resultam de histórias roteirizadas, onde lutadores retratam heróis, vilões ou personagens menos distinguíveis em eventos roteirizados que criam tensão e culminam em uma luta ou uma série de lutas. Os resultados são predeterminados pelos escritores da WWE nas marcas Raw e SmackDown, enquanto as histórias são produzidas nos programas de televisão semanais da WWE, Monday Night Raw e Friday Night SmackDown.